# Subergorgia patula
Subergorgia patula är en korallart som först beskrevs av Ellis och Daniel Solander 1786.  Subergorgia patula ingår i släktet Subergorgia och familjen Subergorgiidae. Inga underarter finns listade i Catalogue of Life.